# Theope simplicia
Theope simplicia is een vlindersoort uit de familie van de prachtvlinders (Riodinidae), onderfamilie Riodininae.
Theope simplicia werd in 1868 beschreven door H. Bates.